# Microrganismo patogeno
I microrganismi patogeni sono agenti biologici responsabili dell'insorgenza della condizione di malattia nell'organismo ospite, per questo gli alimenti che li contengono, o che contengono le loro tossine, rappresentano un rischio per la salute del consumatore.

## Descrizione
Si distinguono in:
- virus;
- procarioti: batteri;
- eucarioti: miceti, protozoi ed elminti.

La patogenicità, ovvero la capacità generica pompile di determinare uno stato morboso, è definita da due fattori:
- virulenza, che indica la maggiore o minore capacità di generare malattia;
- invasività, ossia la capacità di invadere i tessuti dell'ospite e moltiplicarsi all'interno.

L'invasività, a sua volta, dipende da fattori quali:
- adesività, cioè la capacità del patogeno di legarsi con le sue strutture esterne superficiali ai siti recettoriali delle cellule dell'ospite;
- produzione di enzimi extracellulari che facilitano la distruzione dei tessuti dell'ospite;
- produzione di sostanze antifagocitarie o presenza di capsula antifagocitaria, che consentono al patogeno di resistere ai meccanismi di difesa dell'ospite.

## Tipi di patogeni
La malattia infettiva appare quindi la conseguenza dell'interazione tra il patogeno ed i sistemi di difesa specifici (risposta immunitaria) ed aspecifici (infiammazione) dell'ospite; sulla base di questo concetto è possibile riconoscere:
- patogeni obbligati: la loro presenza nell'ospite determina sempre la malattia (ad esempio Pneumococco responsabile della polmonite lobare franca);
- patogeni facoltativi od opportunisti: sono microrganismi commensali o saprofiti, quindi generalmente poco o per nulla patogeni o virulenti, che determinano la malattia solo nell'ospite compromesso parzialmente o immunodepresso, come nel caso delle infezioni da Pseudomonas, o di terapie cortisoniche o di altre patologie come l'AIDS. Può diventare molto dannoso per l'organismo ospite, potendo infatti portare anche a gravi batteriemie.